# جان دافيد بوغال
جان دافيد بوغال (بالفرنسية: Jean David Beauguel)‏ (21 مارس 1992 بستراسبورغ في فرنسا - ) هو لاعب كرة قدم فرنسي في مركز الهجوم لعب سابقاً في نادي الوحدة السعودي. لعب مع آر كي سي فالفيك والترجي الرياضي التونسي ودوكلا براغ ونادي تولوز وFK Dukla Prague ‏.

## روابط خارجية
- جان دافيد بوغال على موقع قاعدة بيانات كرة القدم.إي يو (الإنجليزية)
- جان دافيد بوغال على موقع ليكيب (الفرنسية)
- جان دافيد بوغال على موقع Soccerway.com (الإنجليزية)